# 曙橋

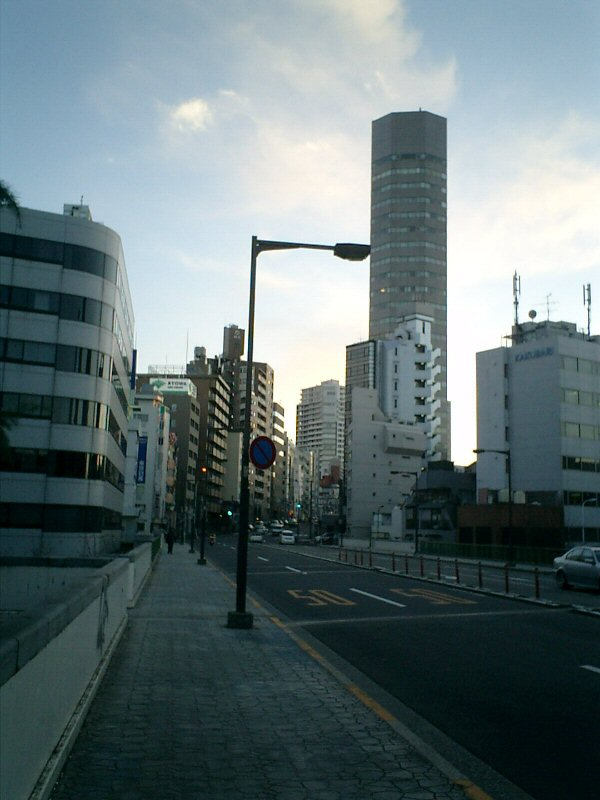
曙橋の全景
（外苑東通りから撮影）

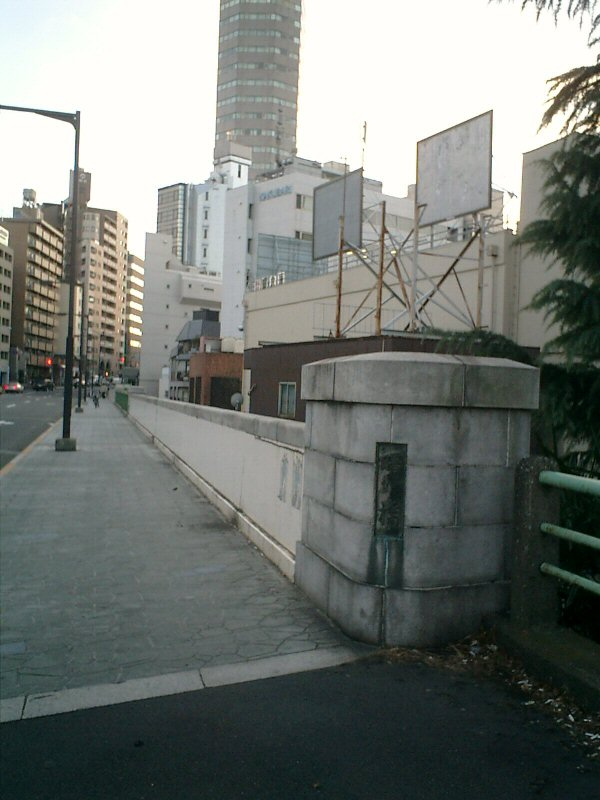
曙橋の欄干

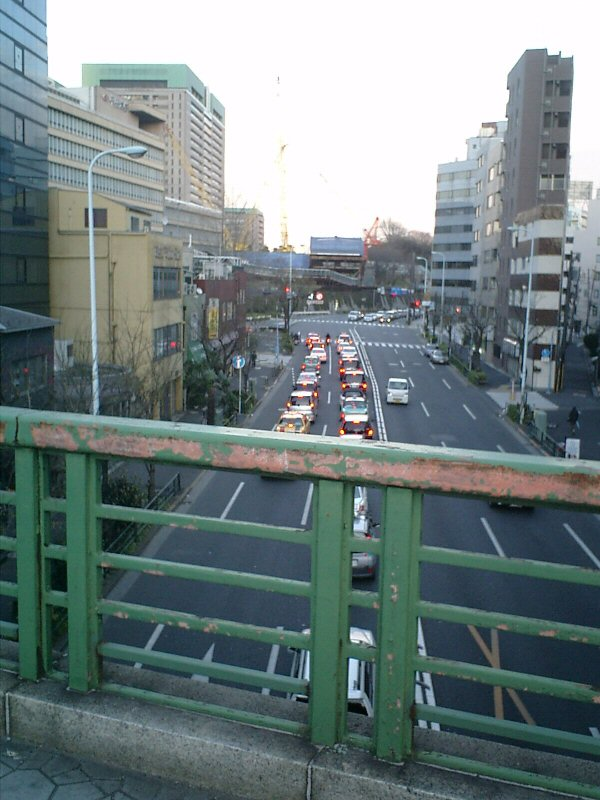
曙橋の真下に立体交差する靖国通り

曙橋（あけぼのばし）は東京都新宿区にある都道319号（外苑東通り）の陸橋である。同区片町と荒木町との境界に位置し、都道302号（靖国通り）の上を跨いでいる。

## 橋の概要
- 橋長：103メートル
- 幅員：22メートル

上下2車線（合計4車線）で、左右両側に歩道が設置されている。

## 歴史
曙橋は、旧四谷区と旧牛込区（いずれも新宿区の前身、東京市の行政区）の境界（靖国通り）にある。この境界部分は谷状の地形をしており、四谷と牛込とを隔てている。また付近には士官学校と東京陸軍幼年学校の広大な敷地（そのまま現在の陸上自衛隊市ヶ谷駐屯地となる）があり、四谷・牛込間の往来は谷底まで一度降りるか士官学校の敷地を大きく迂回する必要があった。
1920年代になり、陸橋建設が具体化した。関東大震災後の復興事業のひとつとして、四谷・牛込間を陸橋で結ぶ道路建設が計画された。しかし今日の外苑東通りの原型となる道路は建設されるものの陸橋部分は戦争による資金不足で、そのまま長らく放置されることとなった。
1954年になり新宿区総合発展計画推進会（新宿区の任意団体）が陸橋建設を提言し、ようやく建設着工の運びとなった。名称は一般から募り、復興と成長を願う意味を込めた「曙橋」が採用された。1957年の開通時には、盛大な開通パレードが催された。
曙橋の完成により、四谷・牛込間の往来は非常に円滑となった。また1980年には都営地下鉄新宿線が開通し、曙橋のほぼ直下に駅が建設された。駅の名称は、この橋に因んで「曙橋駅」と命名された。以後「曙橋」は、この地区の名称としても親しまれている。

### 沿革
- 1955年：建設着工。当初は「合羽坂跨道橋」という仮称で呼ばれていた。
- 1956年6月21日：一般公募により「曙橋」と命名することが決定。
- 1957年6月4日：曙橋開通。
- 1980年3月16日：都営地下鉄新宿線曙橋駅開業。